# أوين تايلور
أوين تايلور (بالإنجليزية: Owen Taylor)‏ هو لاعب كرة قدم بريطاني في مركز الوسط، ولد في 6 مارس 2001. لعب مع نيوبورت كونتي.

## وصلات خارجية
- أوين تايلور على موقع قاعدة بيانات كرة القدم.إي يو (الإنجليزية)
- أوين تايلور على موقع Soccerbase.com (لاعب) (الإنجليزية)